# San Marcos (Kolumbien)
San Marcos ist eine Gemeinde (municipio) im Departamento Sucre in Kolumbien.

## Geographie
San Marcos liegt im Südwesten von Sucre, in der Subregion San Jorge, 130 km von Sincelejo entfernt, auf einer Höhe von 25 m ü. NN und hat eine Jahresdurchschnittstemperatur von etwa 28 °C. Die Gemeinde grenzt im Norden an La Unión und Caimito, im Osten an San Benito Abad und im Westen und Süden an das Departamento de Córdoba (Sahagún, Pueblo Nuevo und Ayapel).

## Bevölkerung
Die Gemeinde San Marcos hat 59.976 Einwohner, von denen 35.390 im städtischen Teil (cabecera municipal) der Gemeinde leben (Stand: 2019).

## Geschichte
Ein genaues Gründungsdatum für San Marcos ist nicht bekannt. Auf dem Gebiet der heutigen Gemeinde gab es jedoch bereits zu Beginn des 18. Jahrhunderts Haciendas und Siedlungen befreiter Sklaven am Rand der Sümpfe. Seit 1912 hat San Marcos den Status einer Gemeinde.

## Wirtschaft
Die wichtigsten Wirtschaftszweige von San Marcos sind Fischerei, Landwirtschaft und Rinderproduktion.

## Verkehr
San Marcos verfügt über einen kleinen Regionalflughafen (IATA-Code: SRS).